# Вардак
Варда́к (дари وردک — Waṟḏak; пушту وردګ‎), Варда́г, Майдан-Варда́г — одна из 34 провинций (вилаятов) Афганистана. Находится в центре страны. Административный центр — Майданшахр.
Провинция занимает территорию 8 938 км² с населением 581 800 человек в 2007 году.

## Административное деление

Районы провинции Бамиан.

В состав вилаята входит 8 районов:
- Дай-Мирдад
- Джагату
- Джальрез
- Майданшахр
- Маркази-Бихсуд
- Нарх
- Сайдабад
- Хизаи-Авали-Бихсуд
- Чак